# کانورس، شهرستان بلکفورد، ایندیانا
کانورس (به انگلیسی: Converse) یک روستا در ایالات متحده آمریکا است که در شهرستان بلکفورد، ایندیانا واقع شده‌است. کانورس ۲۸۱٫۰۳ متر بالاتر از سطح دریا واقع شده‌است.